# Club Atlético de Madrid 1991-1992
Questa voce raccoglie le informazioni riguardanti il Club Atlético de Madrid nelle competizioni ufficiali della stagione 1991-1992.

## Stagione
Nella stagione 1991-1992 i Colchoneros, allenati da Luis Aragonés, conquistarono il terzo posto in campionato. In Coppa del Re l'Atlético Madrid trionfò in finale contro il Real Madrid. In Coppa delle Coppe venne eliminato ai quarti dal Club Bruges. Inoltre perse la Supercoppa di Spagna contro il Barcellona e vinse la Coppa Iberica contro il Benfica.

## Maglie e sponsor
| Manica sinistra · Manica sinistra · Maglietta · Maglietta · Manica destra · Manica destra · Pantaloncini · Calzettoni · Calzettoni |

## Organigramma societario
Area direttiva
- Presidente:  Jesús Gil

Area tecnica
- Allenatore:  Luis Aragonés

## Rosa
| N. |                     | Ruolo | Calciatore             |
| -- | ------------------- | ----- | ---------------------- |
| -  | Spagna (bandiera)   | P     | Abel Resino            |
| -  | Spagna (bandiera)   | P     | Diego Díaz Garrido     |
| -  | Spagna (bandiera)   | D     | Tomás Reñones          |
| -  | Spagna (bandiera)   | D     | Miquel Soler           |
| -  | Spagna (bandiera)   | D     | Roberto Solozábal      |
| -  | Spagna (bandiera)   | D     | Juanito Rodríguez      |
| -  | Spagna (bandiera)   | D     | Toni Muñoz             |
| -  | Spagna (bandiera)   | D     | Carlos Aguilera Martín |
| -  | Spagna (bandiera)   | C     | Juan Vizcaíno          |
| -  | Germania (bandiera) | C     | Bernd Schuster         |

| N. |                       | Ruolo | Calciatore              |
| -- | --------------------- | ----- | ----------------------- |
| -  | Portogallo (bandiera) | A     | Paulo Futre             |
| -  | Spagna (bandiera)     | C     | Gabriel Moya            |
| -  | Spagna (bandiera)     | C     | Patxi Ferreira          |
| -  | Spagna (bandiera)     | C     | Pizo Gómez              |
| -  | Austria (bandiera)    | A     | Gerhard Rodax           |
| -  | Spagna (bandiera)     | A     | Manolo                  |
| -  | Spagna (bandiera)     | C     | Alfredo Santaelena      |
| -  | Brasile (bandiera)    | C     | Donato                  |
| -  | Spagna (bandiera)     | D     | Pedro González Martínez |
| -  | Spagna (bandiera)     | A     | Sebastián Losada        |

## Risultati

### Coppa del Re
| Arbitro: | Martinez de la Fuente |

|                 |           |  |
| Sarriugarte 16’ | Marcatori |  |

| Arbitro: | Enriquez Negreira |

|                                              |           |  |
| Futre 13’, 78’ Muñoz 33’ Moya 41’ Manolo 57’ | Marcatori |  |

| Arbitro: | José Luis Pajares Paz |

|  |           |                                  |
|  | Marcatori | 17’ (rig.) Manolo 50’, 75’ Futre |

| Arbitro: | Riera Morro |

|                     |           |  |
| Vizcaíno 86’ (rig.) | Marcatori |  |

| Arbitro: | Ángel Calvo Córdova |

|                         |           |  |
| Manolo 48’ Schuster 69’ | Marcatori |  |

| Arbitro: | José María Enríquez Negreira |

|                   |           |            |
| Djukic 81’ (rig.) | Marcatori | 58’ Manolo |

| Arbitro: | Manuel Díaz Vega |

|  |           |                       |
|  | Marcatori | 7’ Schuster 29’ Futre |

### Coppa delle Coppe
| Arbitro: | Keith Burge |

|  |           |            |
|  | Marcatori | 29’ Manolo |

| Arbitro: | Freddy Philippoz |

|                                                                  |           |                |
| Schuster 5’, 90’ Manolo 19’, 35’ (rig.), 87’ Soler 41’ Futre 81’ | Marcatori | 55’, 69’ Tengs |

| Arbitro: | Bernd Heynemann |

|                           |           |  |
| Futre 33’, 88’ Manolo 90’ | Marcatori |  |

| Arbitro: | Guy Goethals |

|           |           |              |
| Hughes 4’ | Marcatori | 23’ Schuster |

| Arbitro: | Bruno Galler |

|                                 |           |                           |
| Schuster 30’ Toni 48’ Futre 58’ | Marcatori | 32’ Verspaille 43’ Beyens |

| Arbitro: | Rune Larsson |

|                             |           |           |
| Querter 40’ (rig.) Booy 62’ | Marcatori | 10’ Futre |

### Supercoppa di Spagna
| Arbitro: | José Merino González |

|  |           |          |
|  | Marcatori | 86’ Amor |

| Arbitro: | José Luis Pajares Paz |

|            |           |             |
| Bakero 69’ | Marcatori | 39’ Alfredo |

### Coppa Iberica
| Arbitro: | Jorge Coroado |

|             |           |            |
| Pacheco 48’ | Marcatori | 83’ Donato |

| Arbitro: | Hernandez Velazquez |

|                              |           |                              |
| Losada 53’, 89’ Schuster 85’ | Marcatori | 27’ Magnusson 30’ V. Paneira |

## Statistiche

### Statistiche di squadra
| Competizione         | Punti | Totale | Totale | Totale | Totale | Totale | Totale | DR  |
| Competizione         | Punti | G      | V      | N      | P      | Gf     | Gs     | DR  |
| -------------------- | ----- | ------ | ------ | ------ | ------ | ------ | ------ | --- |
| Primera División     | 53    | 38     | 24     | 5      | 9      | 67     | 35     | +32 |
| Coppa del Re         | -     | 7      | 5      | 1      | 1      | 14     | 2      | +12 |
| Coppa delle Coppe    | -     | 6      | 4      | 1      | 1      | 16     | 7      | +9  |
| Supercoppa di Spagna | -     | 2      | 0      | 1      | 1      | 1      | 2      | -1  |
| Coppa Iberica        | -     | 2      | 1      | 1      | 0      | 4      | 3      | +1  |
| Totale               | 53    | 55     | 34     | 9      | 12     | 102    | 49     | +53 |